# عصام فایل
عصام فایل (عربی: عصام فايل السناني؛ زادهٔ ۱۴ اوت ۱۹۸۴) بازیکن فوتبال اهل عمان بود.
از باشگاه‌هایی که در آن بازی کرده‌است می‌توان به باشگاه ورزشی النصر کویت، باشگاه فوتبال النهده عمان، باشگاه فوتبال صور، و باشگاه ورزشی کاظمه کویت اشاره کرد.
وی همچنین در تیم ملی فوتبال عمان بازی کرده‌است.